# Poecilohetaerus punctatifacies
Poecilohetaerus punctatifacies är en tvåvingeart som beskrevs av Tonnoir och Malloch 1926. Poecilohetaerus punctatifacies ingår i släktet Poecilohetaerus och familjen lövflugor. Inga underarter finns listade i Catalogue of Life.